# 기독교대만성교회
기독교대만성교회(基督教台灣聖教會; Taiwan Holiness Church) 또는 대만성교회는 대만 내 성결운동 계열 개신교단이다.

## 역사

### 동양선교회 초기
19세기 개신교계가 선교운동을 일으켰고, 미국에서는 성결운동이 성장했다. 찰스 카우만(查理高滿 또는 或譯考門) 목사는 동양선교회(중국어: 遠東宣教會; 현, One Mission Society)를 창립하고 아시아 지역 교회에 성결운동을 전파하고자 했다.
1901년 2월, 카우만과 나카다 주지 목사는 도쿄에서 사중복음을 전파했다.
1905년, 동양선교회가 일본 도쿄에서 정식으로 설립되었고, 도쿄를 거점으로 아시아 각지를 돌며 성결운동을 전개했다. 성결운동이 1907년에 한반도에와 중국대륙에 들어왔다.

### 대만 선교

#### 설립 과정
1926년 1월, 일본홀리니스교회 전국교회가 도쿄에 연례 신년회를 소집했다. 모임 중에, 나카다 주지는 전도를 강조함과 동시에 선교 동역자(同工)로 헌신해 줄 것을 강조했다. 그 때 도쿄성서학원 安部藤夫 목사가 소명을 받아들여 헌신했다. 같은 해 1월 11일, 나카다 주지와 安部藤夫 목사는 도쿄를 떠나 대만에 도착해, 먼저 대만 서부를 순회하기로 계획했다. 1월 30일 나카다와 安部는 타이베이(臺北)의 대만일일신문사의 건물을 빌려 대만 최초의 성결교회인 타이베이성결교회 설립예배를 드렸다. 31일, 중산북로(中山北路, 옛 칙사대로)에 위치한 건물 2층을 임대하여 주일 예배를 드렸으며, 당시 20명 넘는 사람들이 참석했다. 安部藤夫가 교회의 담임목사로 임명되었다.

#### 태평양전쟁 시대
1941년부터, 일본제국주의가 힘을 얻으면서 각 교단들은 정부 당국의 강압과 통제에 굴복해 일본기독교단을 설립에 관한 합동선언서에 서명하고, 이후 일본성교회는 제6부로, 키요메교회는 제9부로 편입되었다.
1942년 6월 당국은 《치안유지법》 위반을 명목으로 일본성교회 수십명의 전도인을 체포, 감금했다. 1943년 4월 일본내 성결계 교회의 폐쇄와 모든 전도활동을 금지했다. 동시에, 대만총독부(臺灣總督府) 경찰은 타이난(臺南)에 있는 교회에 교인 명부를 제출할 것을 강요했지만, 但高進元 목사는 그 요청을 단호히 거부했다. 시강(西港)교회의 王錦源 목사는 경찰의 간섭으로 교회를 폐쇄해야 했다. 일본에서 스스로 돌아온 許洲木 목사는 대도정(大稻埕) 교회를 시무했는데, 그 역시 경찰 수색을 당하고 모든 신앙서적들을 압수당했다.

### 전후 발전
전후(戰後), 교회는 점차적으로 대만 각지에 퍼져나갔다. 교단명칭은 기독교대만성교회(基督教台灣聖教會)로 변경되었다."

## 같이 보기
- 성결교
- 한국의 성결교회
- 동양선교회
- 경성성서학원
- 도쿄 성서학원
- 일본홀리니스교회
- 나카다 주지 목사
- 찰스 카우만 목사